# پاتی، هند
پاتی (به انگلیسی: Patti) یک منطقهٔ مسکونی در هند است که در بخش ترن تارن واقع شده‌است. پاتی ۴۰٬۹۷۶ نفر جمعیت دارد و ۲۰۹ متر بالاتر از سطح دریا واقع شده‌است.